# توماس د. ماكلولين
توماس د. ماكلولين (بالإنجليزية: Thomas D. McLaughlin) هو مهندس معماري أمريكي، (و. 1882  م).